# Русская палка (цирковой жанр)

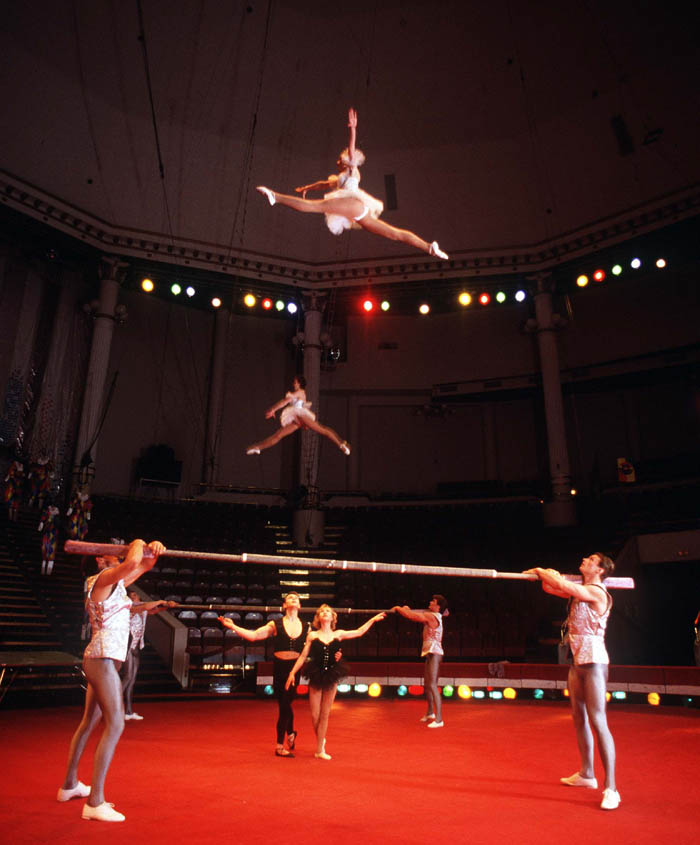
Акробатический номер в жанре «Русская палка»

Русская палка — цирковой жанр, выросший из традиционного циркового акробатического жанра вольтиж.
Два нижних вольтижёра брали в руки деревянные брусья, или, впоследствии, алюминиевые трубы, верхний гимнаст становился на них ногами или руками. 
Нижние вольтижёры, подбрасывая и принимая верхнего, помогали ему исполнять те или иные трюки.
Существует несколько разновидностей техники «Русской палки».
В отечественном цирке принято держать палку на плече.

## История
Жанр «Русская палка» придумал Вилен Петрович Солохин (19 сентября 1938 – 4 августа 1998) — руководитель номера «Акробаты на «русской палке» с амортизаторами». В первом составе номера: нижний — Евгений Сергеевич Захаров, верхний — Вячеслав Николаевич Теплов. Окончили ГУЦИ (1959 год; режиссёр — педагог Н. Степанов). Выдающийся трюк номера – 9-12 арабских сальто подряд (в темп) на середине трубы (исп. В. Теплов)
С тех пор, как режиссёр, педагог Николай Лаврентьевич Степанов, выпустил из циркового училища трёх способных акробатов – Теплова, Захарова и Солохина, прошло без малого четверть века. А их там до сих пор помнят. Солохины – так для краткости назвали это акробатическое трио по фамилии его руководителя Вилена Солохина. Теперь их знают и в цирках страны, и за рубежом. В одном только Париже четыре раза выступали. Слава их была заслуженной, трюки – чуть ли не каждый – рекордные.
«Выступление прыгунов на пластичном канате(трио Солохиных) строится следующим образом. Канат прикрепляется резиновыми жгутами к барьеру. И в то же время два артиста поддерживают его на своих плечах, превращая в своеобразный трамплин. Третий артист становится на него, отталкивается, делает в воздухе головоломные упражнения и снова приходит на канат. Солохины исполняют такие сложные трюки, как сальто-мортале-пируэт, двойное сальто-мортале, десять сальто-мортале подряд… Если бы двадцать лет назад кто-нибудь сказал о возможности создания такого номера, его сочли бы просто фантазёром». – Искусствовед профессор Ю. Дмитриев предельно точен. Номер Солохиных в 60-е годы был и вправду уникален. Но не только по трюкам. Объединившись, исполнители стали одним целым. Обычно такое бывает после многих лет совместной работы-притирки. Здесь же все сразу стало на свои места. Разные, не похожие в жизни, ребята интуитивно чувствовали, понимали друг друга на манеже

## Трюки
В 1978 году Гереклиева (Моисеева) Ирина Ивановна впервые исполнила тройное сальто назад и была занесена в энциклопедию циркового искусства СССР как первый исполнитель этого трюка. 
Также сложными элементами в «Русской палке» считаются следующие трюки: 
двойное сальто в стрикасат, 
два бланша, 
двойное сальто с пируэтом. 